# Mahnaz Shirali
Mahnaz Shirali, née en 1965 à Téhéran, est une sociologue et politologue iranienne.
Elle est directrice d'études à l'Institut de science et de théologie des religions de Paris, directrice d'études à l'Institut catholique de Paris (ICP) et enseignante à Science Po Paris,.
Elle est spécialiste de l'Iran. Elle est auteure de plusieurs livres sur l'Iran et s'intéresse de manière profonde à l'Islam et aux régimes islamiques.

## Biographie
Mahnaz Shirali est née à Téhéran, en Iran. Elle obtient en 1992 un diplôme d'ingénieure en architecture à la faculté des beaux-arts de l'université de Téhéran.
Elle obtient le prix du « Monde de la recherche universitaire » en 2001.

## Prises de position

### Diplomatie iranienne
Le 18 février 2013, elle refuse l'idée selon laquelle le peuple iranien défendrait la politique nucléaire de son gouvernement, elle qualifie d'ailleurs le peuple iranien de profondément pacifique.
Elle a à maintes reprises exprimé son hostilité à la république islamique d'Iran et que le peuple iranien le subissait en disant notamment que « Les Iraniens sont devenus le bouc émissaire des grandes puissances ».
Elle reste toutefois partisane d'un maintien de la discussion entre les ayatollahs iraniens et les autres dirigeants,.

### Interventions en France
Elle participe en France à une rencontre entre le CRIF et la Grande Mosquée de Paris en 2012 afin de célébrer l'amitié judéo-musulmane. De nombreuses personnalités sont invitées à cet évènement comme Eve Gani ou bien encore Karim Hervé Benkamla.
Elle intervient de manière fréquente sur certains médias afin de partager sa vision géopolitique comme dans Grand Soir 3 sur France 3 en 2017, dans le journal 28 minutes sur Arte en 2020, sur RT France en 2020 et dans l'émission Orient Hebdo sur RFI en 2021,.

## Publications
- La Jeunesse iranienne, une génération en crise, PUF, coll. « Partage du savoir », 2001  (ISBN 2-13-0522548)[9]
- Entre islam et démocratie : parcours de jeunes Français d'aujourd’hui, Armand Colin, 2007[10]
- La Malédiction du religieux : la défaite de la pensée démocratique en Iran, François Bourin, 2012[11]
- The Mystery of Contemporary Iran, Transaction Publishers, 2014[12]
- Fenêtre sur l'Iran : le cri d'un peuple bâillonné, Les Pérégrines, 2021[1],[13],[14],[15]